# Єрмак (криголам, 1974)
«Єрмак» - радянський, а згодом російський дизельний криголам, головне судно серії з трьох криголамів. Названий на честь російського дослідника Сибіру — Єрмака Тимофійовича, успадкувавши назву від легендарного криголама «Єрмак» 1898 року.

## Загальні відомості
«Єрмак» побудований в 1974 році на судноверфі «Wärtsilä» (Гельсінкі) на замовлення Всесоюзного об'єднання «Судоімпорт». Протягом наступних двох років слідом за «Єрмаком» побудовані однотипні «Адмірал Макаров» (1975) і «Красін» (1976).
Характеристики дизельних криголамів типу «Єрмак» приблизно відповідають першому атомному криголаму «Ленін». На криголамах 9 дизелів по 4 600 к. с. сумарною потужністю в 36 000 к. с., або 27 МВт, що приводять в рух 3 вали. Довжина корпусу — 135 м, ширина — 26 м, осадка — 11 м, водотоннажність 20 241 т, швидкість ходу на чистій воді -19,5 вузлів. «Єрмак» є першим у світі криголамом, на якому була встановлена система пневмоомиву.
Криголам активно використовувався не тільки для проведення суден по Північному морському шляху, але і в рамках проведення наукових досліджень. Зокрема, криголам «Єрмак» забезпечував висадку дрейфуючої полярної станції СП-30, а також забирав обладнання з СП-31.
До 2000 року криголам «Єрмак» був приписаний до порту Владивосток. 9 серпня 2000 року відбулася офіційна передача криголама, що знаходиться у власності ВАТ «Далекосхідне морське пароплавство», на баланс Головного управління адміністрації морського порту Санкт-Петербург.
У 2000 році капітаном «Єрмака» призначений (і станом на жовтень 2012 року залишається) Олег Лобашов.
У 2022 році планувалося розібрати судно для ремонту однотипного криголама «Красін».